# David Harewood

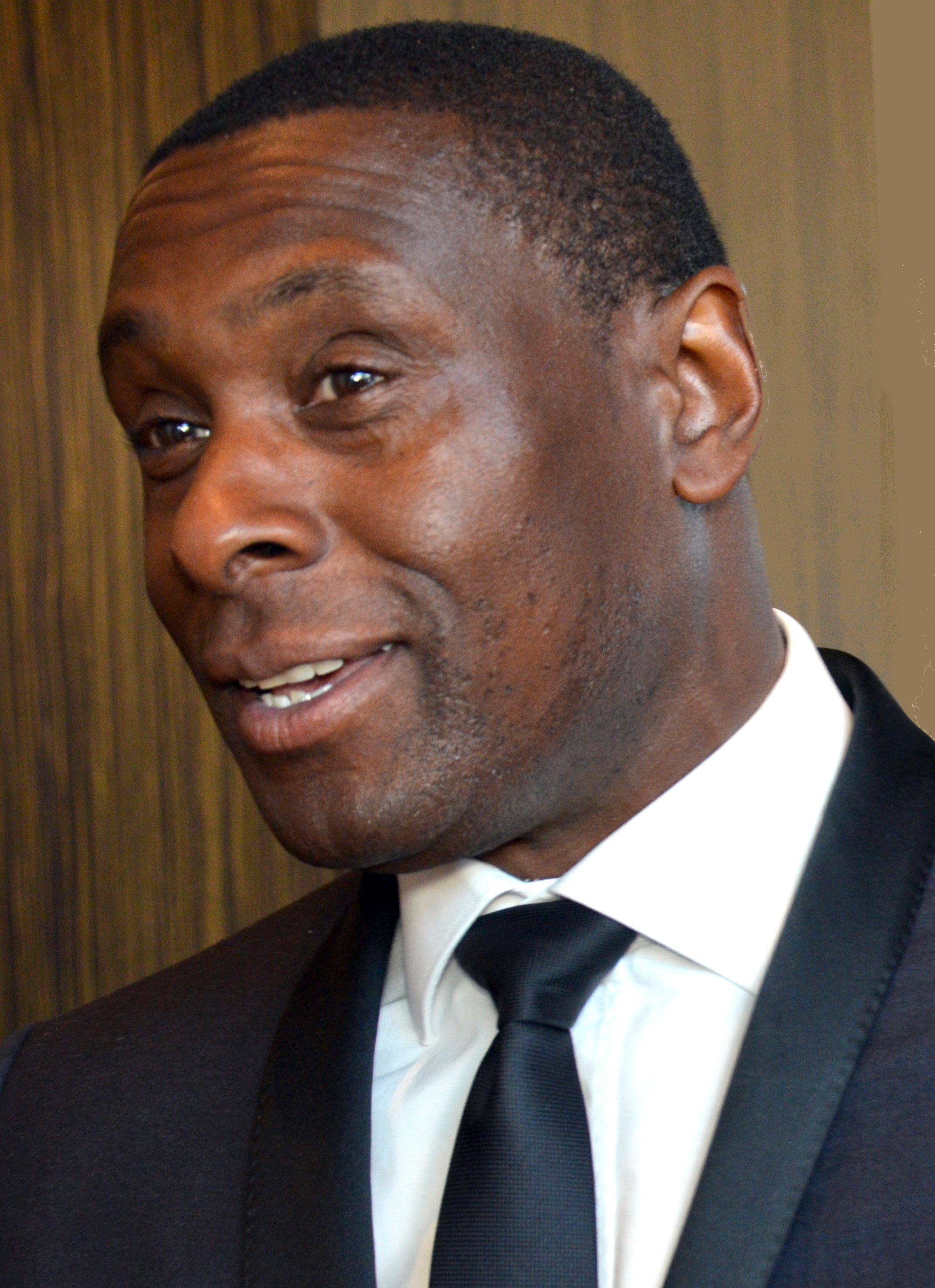
David Harewood (2015)

David Harewood (Birmingham, Inglaterra; 8 de diciembre de 1965) es un actor británico.

## Biografía
David Harewood es hijo de Romeo y Mayleen Harewoood y tiene tres hermanos: Sandra, Rodger y Paul Harewood.[cita requerida]
Fue miembro del National Youth Theatre.[cita requerida]
Se graduó de la Royal Academy of Dramatic Art, RADA, de donde es miembro asociado.[cita requerida]
En 2012 fue nombrado Miembro del Imperio Británico, MBE.
El 26 de febrero de 2013 se casó con Kirsty Handy. La pareja tiene dos hijos, Maize y Raven Harewood.

## Carrera
En 1990 apareció por primera vez como invitado en la serie médica Casualty, donde interpretó a Paul Grant en el episodio "A Will to Die". Más tarde apareció nuevamente en la serie en 1993 donde interpretó a Leon. Ese mismo año apareció en la serie policíaca The Bill, donde interpretó a Williams en el episodio "Eye-Witness". Apareció nuevamente en la serie en 1992 dando vida a Malcolm Jackson en el episodio "Force Is Part of the Service". Más tarde regresó a la serie en 1995, esta vez interpretando a Ed Parrish en el episodio "Kicking". Finalmente, su última aparición en la serie fue en 1997 como Robbie Coker en el episodio "True to Life Player".
En 1999 se unió al elenco de la serie The Vice, donde interpretó al sargento e inspector de la policía Joe Robinson.
En 2009 se unió al elenco de la tercera y última temporada de la serie Robin Hood, donde interpretó al Fraile Tuck, un miembro del grupo de Robin de Locksley. Ese mismo año apareció como invitado en la popular serie británica Doctor Who, donde dio vida al billionario Joshua Naismith.
En 2010 apareció en la primera temporada de la serie Strike Back, interpretando al Coronel Tshuma.
Ese mismo año obtuvo uno de los papeles principales de la película Mrs. Mandela, donde interpretó al famoso presidente de Sudáfrica Nelson Mandela.
En 2011 se unió al elenco principal de la primera temporada de la serie Homeland, donde dio vida a David Estes, el director del centro de contraterrorismo de la CIA y jefe de la agente Caroline Anne "Carrie" Mathison (Claire Danes), hasta el final de la segunda temporada en 2012, después de que su personaje fuera uno de los que murieron luego de explotara una bomba en las instalaciones de la CIA. Ese mismo año apareció en el quinto episodio de séptima temporada de la exitosa serie Hustle, donde interpretó al codicioso agente deportivo Don Coleman y luego apareció en Frankenstein's Wedding... Live in Leeds, donde interpretó a la criatura.
En 2013 apareció como invitado en un episodio de la serie By Any Means, donde dio vida a Napier. Ese mismo año interpretó a Mike Alejo, un perfilador criminalista en el drama Anatomy of Violence y prestó su voz para el personaje de Sinclair, el director de la agencia de seguridad "Vektan" del videojuego Killzone: Shadow Fall.
También dio vida al noble y envantador Marqués de Carabas en el drama de radio BBC 4 Neverwhere. En octubre de ese año prestó su voz para la campaña de un videojuego interactivo para la fundación británica "British Lung Foundation", con el objetivo de prohibir fumar en los coches con niños a bordo en el Reino Unido.
En 2014 se unió al elenco principal de la serie Selfie, donde interpretó a Sam Saperstein, el jefe de la empresa "KinderKare Pharmaceuticals".
En 2015 se unió al elenco de la película Spooks: The Greater Good, donde interpretó al oficial Francis Warrender, un agente del MI5 que muere luego de que un terrorista del grupo del criminal Adam Qasim detonara una bomba. Ese mismo año se unió al elenco de la serie Supergirl, donde interpreta a Hank Henshaw, un exagente de la CIA que se convierte en el superhéroe J'onn J'onzz.
En 2016 apareció en la miniserie Beowulf: Return to the Shieldlands, donde dio vida al guerrero Scorann. Ese mismo año se unió al elenco recurrente de la primera temporada de la serie The Night Manager, donde interpretó a Joel Steadman, un agente estadounidense que ayuda a la agente británica Angela Burr (Olivia Colman) a atrapar al criminal Richard Ropper (Hugh Laurie).

## Filmografía

### Televisión
| Año         | Título                             | Personaje                                       | Notas                                 |
| ----------- | ---------------------------------- | ----------------------------------------------- | ------------------------------------- |
| 2024        | The Acolyte                        | Senador Rayencourt                              | 1 episodio                            |
| 2020        | DC's Legends of Tomorrow           | Hank Henshaw / J'onn J'onzz / Martian Manhunter | 1 episodio                            |
| 2020        | Arrow                              | Hank Henshaw / J'onn J'onzz / Martian Manhunter | 1 episodio                            |
| 2017        | Madiba                             | Walter Sisulu                                   | 6 episodios                           |
| 2017 , 2019 | The Flash                          | Hank Henshaw / J'onn J'onzz / Martian Manhunter | 2 episodios                           |
| 2016        | The Night Manager                  | Joel Steadman                                   | Miniserie 5 episodios                 |
| 2016        | Beowulf: Return to the Shieldlands | Scorann                                         | Miniserie 2 episodios                 |
| 2015 - 2021 | Supergirl                          | Hank Henshaw / J'onn J'onzz / Martian Manhunter | 119 episodios                         |
| 2014        | Selfie                             | Sam Saperstein                                  | 13 episodios                          |
| 2013        | By Any Means                       | Napier                                          | Episodio # 1.5                        |
| 2013        | The Wrong Mans                     | Cirujano                                        | Episodio: "The Wrong Mans"            |
| 2013        | Playhouse Presents                 | Victor                                          | Episodio: "Hey Diddly Dee"            |
| 2011 - 2012 | Homeland                           | David Estes                                     | 24 episodios                          |
| 2011        | The Body Farm                      | Tom Wilkes                                      | Episodio # 1.3                        |
| 2011        | Hustle                             | Don Coleman                                     | Episodio: "The Fall of Railton FC"    |
| 2010        | Strike Back                        | Coronel Tshuma                                  | 2 episodios                           |
| 2009 - 2010 | Doctor Who                         | Joshua Naismith                                 | 2 episodios                           |
| 2009        | The Fixer                          | Richard Millar                                  | Episodio # 2.9                        |
| 2009        | Robin Hood                         | Tuck                                            | 12 episodios                          |
| 2008        | Criminal Justice                   | Freddie Graham                                  | Miniserie 4 episodios                 |
| 2008        | The Last Enemy                     | Patrick Nye                                     | Miniserie 5 episodios                 |
| 2008        | The Palace                         | Mayor Simon Brooks                              | 8 episodios                           |
| 2007        | New Tricks                         | Martin Viner                                    | Episodio: "Ducking and Diving"        |
| 2006        | Masterpiece Theatre                | Matthew / Reverendo Nicholas Bedwell            | Episodio: "The Ruby in the Smoke"     |
| 2006        | New Street Law                     | Detective Inspector Branston                    | 2 episodios                           |
| 2004 - 2005 | Fat Friends                        | Max Robertson                                   | 11 episodios                          |
| 2004        | Silent Witness                     | Angus Stuart                                    | 2 episodios                           |
| 2001        | Babyfather                         | Augustus "Gus" Pottinger                        | Episodio # 1.1                        |
| 2001        | An Unsuitable Job for a Woman      | Detective Inspector Peterson                    | Episodio: "Playing God"               |
| 2001        | The Fear                           | Cuentista                                       | Episodio: "Never Stop on a Motorway"  |
| 1999 - 2001 | Always and Everyone                | Dr. Mike Gregson                                | 12 episodios                          |
| 1999 - 2003 | The Vice                           | Sargento Inspector Joe Robinson                 | 28 episodios                          |
| 1998        | Ballykissangel                     | Henry                                           | Episodio: "As Stars Look Down"        |
| 1997        | Cold Feet                          | Sargento de Policía                             | Episodio: "Pilot"                     |
| 1997        | Kavanagh QC                        | David Adams                                     | Episodio: "Mute of Malice"            |
| 1997        | The Bill                           | Robbie Coker                                    | Episodio: "True to Life Player"       |
| 1995        | Agony Again                        | Daniel                                          | 7 episodios                           |
| 1995        | Game-On                            | Paul Johnson                                    | Episodio: "Big Wednesday"             |
| 1995        | Hearts and Minds                   | Trevor                                          | 4 episodios                           |
| 1994        | Capital Lives                      | -                                               | Episodio: "Fall"                      |
| 1994        | Screen Two                         | Steward                                         | Episodio: "Great Moments in Aviation" |
| 1993        | Casualty                           | Leon                                            | Episodio: "Good Friends"              |
| 1993        | Medics                             | Nick                                            | Episodio # 3.6                        |
| 1993        | Press Gang                         | Doctor                                          | Episodio: "Friendly Fire"             |
| 1991 - 1992 | Spatz                              | Derek Puley                                     | 3 episodios                           |
| 1991        | Murder Most Horrid                 | Jonathon                                        | Episodio: "Murder at Tea Time"        |
| 1991        | Minder                             | Minder de Vinny                                 | Episodio: "Too Many Crooks"           |
| 1991        | For the Greater Good               | David West                                      | Episodio: "Member"                    |
| 1988        | South of the Border                | Errol                                           | Episodio # 1.7                        |

### Cine
| Año  | Título                   | Personaje             | Notas |
| ---- | ------------------------ | --------------------- | --- |
| 2023 | Arthur's Whisky          | Hal                   | Junto a Diane Keaton, Patricia Hodge, Lulu, Adil Ray, Genevieve Gaunt, Hannah Howland, Esme Lonsdale, Bill Paterson, Lawrence Chaney, Tom Stourton, Jaime Winstone, Hayley Mills y Boy George |
| 2016 | Grimsby                  | Black Gareth          | Junto a Sacha Baron Cohen, Mark Strong, Annabelle Wallis, Ian McShane, Penélope Cruz y Scott Adkins                                                                                           |
| 2015 | Spooks: The Greater Good | Francis Warrender     | Junto a Peter Firth, Kit Harington, Hugh Simon, Tim McInnerny, Tuppence Middleton y Elyes Gabel                                                                                               |
| 2010 | Mrs. Mandela             | Nelson Mandela        | Junto a Sophie Okonedo, David Morrissey, Vusi Kunene, David Dennis, Jacques Gombault y Rika Sennett                                                                                           |
| 2007 | Blood Diamond            | Capitán Poison        | Junto a Leonardo DiCaprio, Djimon Hounsou, Jennifer Connelly, Arnold Vosloo, Kagiso Kuypers y Marius Weyers                                                                                   |
| 2004 | Strings                  | Erito                 | Junto a Derek Jacobi, James McAvoy, Ian Hart, Catherine McCormack, Samantha Bond y Oliver Golding                                                                                             |
| 2004 | The Merchant of Venice   | Príncipe de Marruecos | Junto a Al Pacino, Jeremy Irons, Joseph Fiennes, Lynn Collins, Zuleikha Robinson, Kris Marshall y Charlie Cox                                                                                 |
| 1991 | Pirate Prince            | Jean-Baptiste         | Junto a Mona Hammond, Dearbhla Molloy, Thandie Newton, John Woodvine y Rudolph Walker |

### Videojuegos
| Año  | Título                         | Personaje                  | Notas                                                 |
| ---- | ------------------------------ | -------------------------- | ----------------------------------------------------- |
| 2016 | Call of Duty: Infinite Warfare | Sargento Segundo Usef Omar | Prestó su voz para el personaje                       |
| 2013 | Killzone: Shadow Fall          | Sinclair                   | Prestó su voz para el personaje                       |
| 2011 | Battlefield 3                  | Capitán Quinton Cole       | Prestó su voz para el personaje                       |
| 2023 | Alan Wake 2                    | Mr. Door                   | Prestó su voz, imagen y movimientos para el personaje |

### Apariciones
| Año  | Título                                  | Personaje | Notas                               |
| ---- | --------------------------------------- | --------- | ----------------------------------- |
| 2011 | Frankenstein's Wedding... Live in Leeds | Criatura  | Junto a Lacey Turner y Andrew Gower |

### Radio
| Año  | Título           | Personaje          | Notas |
| ---- | ---------------- | ------------------ | --- |
| 2013 | Neverwhere       | Marquis de Carabas | Junto a James McAvoy, Natalie Dormer, Benedict Cumberbatch, Christopher Lee, Bernard Cribbins, Anthony Head y David Schofield |
| 2005 | Northanger Abbey | Henry Tilney       | Junto a Julia McKenzie, Claire Skinner, Saskia Reeves, Jenny Agutter, John Rowe y John Shrapnel                               |
| 1998 | Troy             | Patroclus          | Junto a Toby Stephens, Oliver Cotton, Ian Hogg, Emma Fielding, Paul Scofield y Lindsay Duncan                                 |

### Presentador y narrador
| Año         | Título               | Notas                                |
| ----------- | -------------------- | ------------------------------------ |
| 2015        | Blitz Cities         | Presentador Episodio: "Birmingham"   |
| 2014        | The Gospel of John   | Narrador                             |
| 2013        | Who Murdered Maxine? | Narrador                             |
| 2013        | 9/11: The Lost Hero  | Narrador                             |
| 2012        | 30 for 30            | Narrador Episodio: "9.79*"           |
| 2012        | Horizon              | Narrador Episodio: "Global Weirding" |
| 2010        | Welcome to Lagos     | Narrador                             |
| 2008 - 2009 | The Wright Stuff     | Panelista invitado                   |
| 2007        | The True Story       | Narrador 3 episodios                 |
| 2005        | Rappin' at the Royal | Narrador                             |

### Teatro
| Año         | Obra                             | Personaje          | Director(a)     | Teatro           | Notas                                                  |
| ----------- | -------------------------------- | ------------------ | --------------- | ---------------- | ------------------------------------------------------ |
| 2010        | Welcome to Thebes                | Theseus            | -               | National Theatre | Junto a Nikki Amuka-Bird, Chuk Iwuji y Bruce Myers     |
| 2009        | The Mountaintop                  | Martin Luther King | James Dacre     | Theatre503       | Junto a Lorraine Burroughs                             |
| 2005        | Henry IV, Parts 1 & 2            | Henry Percy        | -               | National Theatre | -                                                      |
| 2004        | Badnuff                          | Tom                | Jonathan Lloyd  | The Soho Theatre | Junto a Raquel Cassidy, Michael Obiora y Rachel Harvey |
| 2004 - 2005 | His Dark Materials               | Lord Asriel        | Nicholas Hytner | National Theatre | -                                                      |
| 1998        | Othello                          | Othello            | -               | National Theatre | -                                                      |
| 1997        | An Enemy of the People           | -                  | -               | -                | -                                                      |
| 1997        | Chips with Everything            | -                  | -               | -                | -                                                      |
| 1997        | The Invention of Love            | -                  | -               | -                | -                                                      |
| 1997        | Les Fausses Confidences          | -                  | -               | -                | -                                                      |
| 1997        | Oh Les Beaux Jours               | -                  | -               | -                | -                                                      |
| 1997        | Guys and Dolls                   | -                  | -               | -                | -                                                      |
| 1997        | King Lear                        | -                  | -               | -                | -                                                      |
| 1997        | Amy's View                       | -                  | -               | -                | -                                                      |
| 1997        | Closer                           | -                  | -               | -                | -                                                      |
| 1986        | Women Beware Women               | -                  | William Gaskill | Royal C. Theatre | Junto a Simon Beale, Gary Oldman y Nigel Davenport     |
| -           | Light                            | -                  | -               | -                | -                                                      |
| -           | The London Cuckolds              | -                  | -               | -                | -                                                      |
| -           | Not About Nightingales           | -                  | -               | -                | -                                                      |
| -           | Peter Pan                        | -                  | -               | -                | -                                                      |
| -           | The Invention of Love            | -                  | -               | -                | -                                                      |
| -           | The Day I Stood Still            | -                  | -               | -                | -                                                      |
| -           | Mutabilitie                      | -                  | -               | -                | -                                                      |
| -           | The Prime of Miss Jean Brodie    | -                  | -               | -                | -                                                      |
| -           | Copenhagen                       | -                  | -               | -                | -                                                      |
| -           | Oklahoma!                        | -                  | -               | -                | -                                                      |
| -           | Brassed Off                      | -                  | -               | -                | -                                                      |
| -           | Our Lady of Sligo                | -                  | -               | -                | -                                                      |
| -           | The Forest                       | -                  | -               | -                | -                                                      |
| -           | The Riot                         | -                  | -               | -                | -                                                      |
| -           | Betrayal                         | -                  | -               | -                | -                                                      |
| -           | Guiding Star                     | -                  | -               | -                | -                                                      |
| -           | Cleo Camping Emmanuelle and Dick | -                  | -               | -                | -                                                      |
| -           | Haroun and Other Stories         | -                  | -               | -                | -                                                      |

## Premios y nominaciones

### Premios Independent Spirit
| Año  | Categoría   | Trabajo nominado | Resultado |
| ---- | ----------- | ---------------- | --------- |
| 2016 | Mejor actor | Free in Deed     | Nominado  |